# Joonatan El Ouacef
Joonatan El Ouacef (1996) è un giocatore di football americano finlandese, che gioca come runningback per gli Helsinki Wolverines..